# Cebaïta-(Nd)
La cebaïta-(Nd) és un mineral de la classe dels carbonats. Rep el seu nom de dos dels seus elements principals que la componen: CEri i BAri, i de l'element de terres rares dominant, el neodimi.

## Característiques
La cebaïta-(Nd) és un carbonat de fórmula química Ba₃(Nd,Ce)₂(CO₃)₅F₂. Es tracta d'una espècie mineral publicada sense la'provació de l'Associació Mineralògica Internacional. Cristal·litza en el sistema monoclínic. La seva duresa a l'escala de Mohs es troba entre 4,5 i 5. Va ser descoberta a la mina est, al dipòsit de Bayan Obo, a la prefectura de Baotou (Mongòlia Interior, Xina), l'únic indret on ha estat trobada.
Segons la classificació de Nickel-Strunz, la cebaïta-(Nd) pertany a «05.BD: Carbonats amb anions addicionals, sense H₂O, amb elements de terres rares (REE)» juntament amb els següents minerals: cordilita-(Ce), lukechangita-(Ce), zhonghuacerita-(Ce), kukharenkoïta-(Ce), kukharenkoïta-(La), cebaïta-(Ce), arisita-(Ce), arisita-(La), bastnäsita-(Ce), bastnäsita-(La), bastnäsita-(Y), hidroxilbastnäsita-(Ce), hidroxilbastnäsita-(Nd), hidroxilbastnäsita-(La), parisita-(Ce), parisita-(Nd), röntgenita-(Ce), sinquisita-(Ce), sinquisita-(Nd), sinquisita-(Y), thorbastnäsita, bastnäsita-(Nd), horvathita-(Y), qaqarssukita-(Ce) i huanghoïta-(Ce).